# Somos konstant
Inom matematiken är Somos konstant, uppkallad efter Michael Somos, en matematisk konstant som definieras som
{\displaystyle \sigma ={\sqrt {1{\sqrt {2{\sqrt {3\cdots }}}}}}=1^{1/2}\;2^{1/4}\;3^{1/8}\cdots .\,}
Detta kan lätt skrivas i den snabbare konvergerande formen
{\displaystyle \sigma =\sigma ^{2}/\sigma =\left({\frac {2}{1}}\right)^{1/2}\left({\frac {3}{2}}\right)^{1/4}\left({\frac {4}{3}}\right)^{1/8}\left({\frac {5}{4}}\right)^{1/16}\cdots .}
Konstanten dyker upp då man undersöker tillväxten av sekvensen
{\displaystyle g_{0}=1\,;\,g_{n}=ng_{n-1}^{2},\qquad n>1,\,}
vars första termer är 1, 1, 2, 12, 576, 1658880, … (talföljd A052129 i OEIS). Man kan visa att sekvensen växer som
{\displaystyle g_{n}\sim {\frac {\sigma ^{2^{n}}}{n+2+O({\frac {1}{n}})}}.}
Guillera och Sondow ger en representation med hjälp av derivatan av Lerchs transcendent: 
{\displaystyle \ln \sigma ={\frac {-1}{2}}{\frac {\partial \Phi }{\partial s}}\left({\frac {1}{2}},0,1\right).}
En snabbare konvergerande serie ges av
{\displaystyle \ln \sigma =\sum _{n=1}^{\infty }\sum _{k=0}^{n}(-1)^{n-k}{n \choose k}\ln(k+1).}
Konstantens approximativa värde är
{\displaystyle \sigma =1.661687949633594121296\dots \;} (talföljd A112302 i OEIS).